# Internationaler Friedhof von Tarsia
Der Internationale Friedhof von Tarsia ist eine Ruhestätte für auf der Flucht über das Mittelmeer gestorbene Menschen. Tarsia ist ein Ort mit rund 2.000 Einwohnern in der italienischen Region Kalabrien. 

## Projekt
Nahe dem Ort entsteht ein Internationaler Friedhof für Flüchtlinge, die bei der Überfahrt auf dem Mittelmeer ums Leben gekommen sind. Die Toten sollen auf einem einen Hektar großen Gelände beigesetzt werden können. Der Friedhof soll nach dem syrischen Flüchtlingskind Alan Kurdi benannt werden.
Besonders engagierte sich der Menschenrechtsaktivist und Berufsschullehrer Franco Corbelli (* 1957) für das Projekt. Nach dem schweren Unfall vor Lampedusa am 3. Oktober 2013, bei dem fast 400 Bootsflüchtlinge aus Eritrea und Somalia ums Leben kamen, ergriff er als Präsident der NGO Diritti Civili die Initiative. Die Toten wurden damals mit Nummern versehen und über die lokalen Friedhöfe verteilt beigesetzt. Viel der Toten können nicht identifiziert werden, deshalb ist es ein wichtiges Anliegen, Angehörigen wenigstens einen Ort zu geben, an dem sie ihrer Toten gedenken können. 
Corbelli sagte zu dem Friedhof: „Wir müssen die Erinnerung an ihre Existenz wachhalten und einen Ort schaffen, an dem wir der unglaublichen Tragödie gedenken können, die sich derzeit vor unserer Haustüre abspielt.“
Der Bürgermeister von Tarsia, Roberto Ameruso, wies darauf hin, dass die Bewohner des Ortes gegen den Umgang mit jüdischen Gefangenen im nahe gelegenen faschistischen Internierungslager demonstriert hätten. „Wir sind hier alle mit dieser Geschichte groß geworden. Wir haben Menschlichkeit und Solidarität sozusagen in unseren Genen“, sagte er, und nun sei es Zeit, dies wieder zu beweisen.

## Ort und Umsetzung
Das Friedhofsgelände befindet sich nahe dem einstigen faschistischen Internierungslager Ferramonti di Tarsia. In dem Lager wurden von 1940 bis zur Befreiung durch englische Truppen 1943 Juden und Oppositionelle gefangen gehalten. Darunter die 494 Überlebenden des Flüchtlingsschiffes Pentcho.
Der Friedhof wird auf einem Hügel am Fuße des Ortskerns gebaut, direkt neben dem alten Friedhof von Tarsia. Im alten Friedhof wurden jüdische Lagerinsassen neben katholischen Einheimischen bestattet. Auch auf dem neuen Friedhof sollen Bootsflüchtlinge und Einheimische nebeneinander begraben werden.
Die Anlage soll vorerst 10.000 Quadratmeter umfassen. Bis zu 2000 Migranten könnten dann begraben werden. Durch die aktuelle anhaltende Tragödie wird auch mit der Möglichkeit gerechnet, den Friedhof auszubauen. Das Grundstück ist insgesamt etwa 3 ha groß.

## Träger
Bei dem Friedhof handelt es sich um ein Gemeinschaftsprojekt der Kommune Tarsia, der Region Kalabrien und der Menschenrechtsorganisation Movimento Diritti civili.